# オルランド・ベリオ
オルランド・エンリケ・ベリオ・メレンデス（スペイン語: Orlando Enrique Berrío Meléndez、1991年2月14日 - ）は、コロンビアのサッカー選手。コロンビア代表。ポジションはMFまたはFW。

## クラブ歴
エクスプレソ・ロホとアトレティコ・ナシオナルのユースに在籍した。アトレティコ・ナシオナルでトップチームに昇格、2009年2月22日にカテゴリア・プリメーラAでスターティングメンバーに名を連ねて選手初出場。2010年4月8日に初得点。
その後は出場機会があまり多くなく、2012年1月3日にミジョナリオスFCに期限付き移籍。ミジョナリオスでは1得点も出来ないまま、8月3日にパトリオタス・ボヤカに1年の期限付き移籍。その後はアトレティコ・ナシオナルに復帰し、フアン・カルロス・オソリオ監督によってレギュラーとなった。
2017年1月27日にCRフラメンゴに250万米ドルで移籍。2月8日のプリメイラ・リーガで62分にフェデリコ・マンクエージョに代わって出場し初出場、78分に初得点をあげた。10月22日のカンピオナート・ブラジレイロ・セリエAのサンパウロFC戦で前十字靭帯を負傷しシーズンの残りを棒に振った。
2020年7月19日、ホール・ファカン・クラブに移籍した。

## 代表歴
2016年8月に2018 FIFAワールドカップ・南米予選のベネズエラ代表、ブラジル代表戦のメンバーとしてコロンビア代表に招集された。両試合では出場機会がなかったが、10月6日の同予選・パラグアイ代表戦でフアン・クアドラードに代わって出場し代表初出場を記録した。

## 個人成績
2018年6月4日現在
| コロンビア代表 | コロンビア代表 | コロンビア代表 |
| 年             | 出場           | 得点           |
| -------------- | -------------- | -------------- |
| 2016           | 3              | 0              |
| 2017           | 1              | 0              |
| 2019           | 2              | 0              |
| 計             | 6              | 0              |

## タイトル
アトレティコ・ナシオナル
- カテゴリア・プリメーラA: 2011-I, 2013-II, 2014-I, 2015-II
- コパ・コロンビア: 2013, 2016
- スーペルリーガ・コロンビアーナ: 2016
- コパ・リベルタドーレス: 2016

フラメンゴ
- カンピオナート・カリオカ: 2017, 2019, 2020
- カンピオナート・ブラジレイロ・セリエA: 2019
- コパ・リベルタドーレス: 2019
- スーペルコパ・ド・ブラジル: 2020
- レコパ・スダメリカーナ: 2020